# یزن نعیم
یزن نعیم (انگلیسی: Yazan Naim؛ زادهٔ ۵ ژوئن ۱۹۹۷) یک بازیکن فوتبال اهل قطر است.

## تیم ملی
وی همچنین در تیم ملی فوتبال زیر ۲۰ سال قطر بازی کرده است.